# Brückner Group
Die Brückner-Gruppe ist eine Unternehmensgruppe der Kunststoff- und Verpackungsindustrie mit über 2.600 Arbeitnehmern an 23 Standorten. Zum Leistungsspektrum gehören Produktionsanlagen für die Herstellung von Folien für hochwertiges Verpackungsmaterial und technische Anwendungsbereiche, Service für bestehende Anlagen, Serien- und Sondermaschinen für die Verarbeitung von Kunststoff sowie Spezialmaschinen für die Verpackungsindustrie. Neben Planung, Bau und Inbetriebnahme kompletter Produktionsanlagen bieten die Mitglieder der im Familienbesitz befindlichen Unternehmensgruppe zudem verfahrens- und maschinentechnische Entwicklungen sowie Beratung in der Projektanbahnung und Finanzierungslösungen. Seit der Gründung im Jahr 1960 befindet sich Brückner im Familienbesitz.

## Geschichte
1960 wurde die Brückner Maschinenbau GmbH & Co. KG durch Gernot Brückner gegründet. Zwanzig Jahre später, 1980, erfolgte die Gründung der Brueckner Far East Ltd. 1997 erfolgte die Akquisition des Barmag Extrusionsbereichs.
2003 wurde die Brückner Servtec GmbH und 2004 die Brückner Slovakia s.r.o. gegründet. Im Jahr 2007 erfolgte die Akquisition der Kiefel GmbH sowie die Gründung der Brueckner Machinery and Service India Ltd. Gründung der Brueckner Colombia S.A.S. fand 2010 statt und 2011 die Akquisition der PackSys Global (Switzerland) AG sowie die Gründung der Brueckner Group USA Inc. 2012 wurde die neue chinesische Plattformgesellschaft in Suzuhou eröffnet und die Kapazität der Montageplattform in der Slowakei verdreifacht.
2013 erfolgte die Akquisition der Madag Printing Systems AG und der Texa AG, 2014 die der Combitool AG und 2015 die der Bosch Sprang B.V. und der Mould & Matic GmbH.
Die Umfirmierung von Bosch Sprang B.V. zu Kiefel Packaging B.V. und von Mould & Matic GmbH zu Kiefel Packaging GmbH sowie die Erweiterung der Produktionsfläche von Brückner Suzhou und Umbenennung in Brückner Group China fand 2018 statt. 2020 wurde die PackSys Global AG mit der Combitool AG und der Texa AG zu der PackSys Global AG fusioniert.
Im November 2024 wurde bekannt, dass die Kiefel Packaging GmbH in Micheldorf in Oberösterreich mit Ende 2025 geschlossen werden soll.

## Mitglieder der Brückner Group
Unter dem Dach der Management-Holding und Führungsgesellschaft Brückner Group GmbH agieren die Gruppenmitglieder in ihren jeweiligen Märkten:
Brückner Maschinenbau plant, baut und liefert Produktionsanlagen für die Herstellung von Folien für Verpackungen und technische Anwendungsbereiche wie z. B. Kondensatoren, Batterieseparatoren oder optische Folien. Zum Portfolio von Brückner Maschinenbau gehören zudem schlüsselfertige Fabriken sowie Labor- und Pilotanlagen.
Brückner Servtec hilft Folienherstellern bei Anlagenmodernisierung, Reparaturdienstleistung, Wartungsmanagement, Ersatzteil-Service und Softwarelösungen der bereits vorhandenen Produktionsanlagen.
Kiefel übernimmt die Konzeption und Herstellung von Maschinen für die Verarbeitung von Kunststofffolien mit den Schlüssel-Technologien Fügen und Formen. Das Unternehmen liefert in die Kühlschrank-, Medizintechnik- und Verpackungsindustrie.
PackSys Global ist ein Anbieter von Spezialmaschinen für die internationale Verpackungsindustrie. Das Unternehmen baut vollständige Produktionslinien zur Herstellung von Kunststoff- und Laminat-Tuben sowie Rollschneide- und Faltmaschinen für Kunststoffverschlüsse. Die Madag Printing Systems AG ist Spezialist im Bereich Heißprägemaschinen für die Verpackungs-, Maschinen- und Automobilindustrie und die Texa AG ist spezialisiert auf die Entwicklung und den Bau von Verpackungsmaschinen für Tuben, Dosen und Kartuschen. Beide Unternehmen ergänzen das Produkt-Portfolio von PackSys Global optimal.

## Forschung und Entwicklung
Technologiezentren sind ein wichtiges Element der zahlreichen Partnerschaften innerhalb der Branche. Seit der Gründung des Unternehmens im Jahr 1960 gehört der Betrieb einer eigenen Pilotanlage für Prozess- und Technologie-Entwicklungen zur Strategie von Brückner Maschinenbau. Diese Laboranlage ist ideal dafür geeignet, technologisches Know-how für den Markt zu entwickeln, zu testen und anzubieten und dient darüber hinaus als Treffpunkt für Rohmaterialhersteller, Folienproduzenten und Weiterverarbeiter, um ihre eigenen Forschungs- und Entwicklungsarbeiten, das Pre-Marketing neuer Folien und die Ausbildung ihres Personals durchführen zu können.
Im Jahr 2012 wurde das renovierte Technologiezentrum von Kiefel eröffnet. Kiefel bietet dort umfassend ausgestattete Versuchsanlagen, welche die wichtigsten Techniken des Formens und Fügens abdecken. Kunden aus dem Medizin- und Verpackungssektor profitieren von den Möglichkeiten der computerunterstützten Simulation und der Testverfahrensplanung.